# José Francisco Aranda García
Pour les articles homonymes, voir Aranda.
José Francisco Aranda García, né le 19 mars 1925 à Saragosse (Espagne) et mort le 20 juillet 1989 à Madrid (Espagne), est un essayiste et critique de cinéma aragonais (espagnol).

## Biographie
José Francisco Aranda est fils du professeur de biologie Francisco Aranda Millán, gouverneur civil de Badajoz pendant la Deuxième République espagnole et fusillé par les troupes révoltées pendant la guerre civile espagnole. 
Il fait des études de droit, musique et art. En 1945, il participe à la fondation du cinéclub de Saragosse et, en 1950, il s'installe au Portugal, où il développe une intense activité de ciné-club et une culture cinématographique significative au cours de laquelle il se lie à Manoel de Oliveira. Pour la première fois il profile l'étude de l'œuvre de Luis Buñuel spécialement L'Âge d'or, Un chien andalou et Las Hurdes, tierra sin pan (Terre sans pain). En 1956, il effectue des recherches au Dansk Filmmuseum de Copenhague. Il part en 1958 pour Paris, où il travaille comme conservateur de la photothèque de la Cinémathèque française sous la supervision d'Henri Langlois et écrit des articles pour des revues cinématographiques européennes comme Sight and Sound, Cahiers du cinéma, Kosmorama (da), Films and Filming (en) et Filmkritik, où il fait connaître le Nouveau cinéma espagnol et écrit des articles sur les travaux de Juan Antonio Bardem, Luis García Berlanga, Carlos Saura et Basilio Martín Patino. Il participe comme jury à plusieurs festivals de cinéma et, en 1961, il rencontre Luis Buñuel lors le tournage de Viridiana.
Il termine ses études sur Buñuel avec le livre Luis Buñuel. Biografía crítica, publié en 1970 et corrigé en 1975, où il étudie non seulement son œuvre mais aussi sa biographie. Il effectue ensuite des recherches sur le surréalisme au cinéma, mouvement sur lequel il publie une étude en 1981.

## Œuvres
- Cinema de Vanguardia en España (1953)
- Luis Buñuel. Biografía crítica (Lumen, Barcelona), 1970
- Os poemas de Luis Buñuel (1971 ed. Arcadia)
- El surrealismo español (1981)

## Prix
Médaille du Círculo de Escritores Cinematográficos
| Année | Catégorie      | Œuvre                          | Résultat |
| ----- | -------------- | ------------------------------ | -------- |
| 1970  | Meilleur livre | Luis Buñuel. Biografía crítica | Lauréat  |